# Goebbels: A Biography
Goebbels: A Biography là một cuốn sách năm 2015 của Peter Longerich. Cuốn sách trình bày tường thuật và phân tích về cuộc đời của Bộ trưởng Bộ Giác ngộ quần chúng và Tuyên truyền Joseph Goebbels, với nhiều tài liệu từ nhật ký của ông mà ông lưu giữ từ năm 1923 đến năm 1945. Đây là bản dịch tiếng Anh của cuốn sách tiếng Đức năm 2010 Goebbels: Biographie của Longerich.
Sau công bố của cuốn sách, Goebbels' kiện nhà xuất bản Random House, bởi vì đoạn trích dẫn trong cuốn sách là trích từ nhật ký của ông và ông không phải trả tiền bản quyền cho tài sản của mình.